# Querida Amazonia
Querida Amazonia (traducibile in italiano in Amata Amazzonia) è la quinta esortazione apostolica di papa Francesco, datata 2 febbraio 2020, festa della Presentazione del Signore, e pubblicata il 12 febbraio successivo.
Il testo raccoglie la sintesi del Sinodo dei vescovi per la regione pan-amazzonica celebrato a Roma tra il 6 e il 27 ottobre 2019.

## Contenuto
In quest'esortazione viene affrontato il tema dell'Amazzonia e delle sfide culturali, sociali, ecologiche ed ecclesiali che essa pone al mondo e alla Chiesa cattolica. Il testo è composto da 111 paragrafi, dei quali 7 nell'introduzione e 104 nei 4 capitoli principali: Un sogno sociale, Un sogno culturale, Un sogno ecologico e Un sogno ecclesiale.
Indice
- «L'amata Amazzonia»

1. Un sogno sociale
- 1.1 Ingiustizia e crimine
- 1.2 Indignarsi e chiedere perdono
- 1.3 Senso comunitario
- 1.4 Istituzioni degradate
- 1.5 Dialogo sociale

2. Un sogno culturale
- 2.1 Il poliedro amazzonico
- 2.2 Custodire le radici
- 2.3 Incontro interculturale
- 2.4 Culture minacciate, popoli a rischio

3. Un sogno ecologico
- 3.1 Un sogno fatto di acqua
- 3.2 Il grido dell'Amazzonia
- 3.3 La profezia della contemplazione
- 3.4 Educazione e abitudini ecologiche

4. Un sogno ecclesiale
- 4.1 L'annuncio indispensabile in Amazzonia
- 4.2 L'inculturazione
- 4.3 Vie di inculturazione in Amazzonia
- 4.4 Inculturazione sociale e spirituale
- 4.5 Punti di partenza per una santità amazzonica
- 4.6 L'inculturazione della liturgia
- 4.7 L'inculturazione della ministerialità
- 4.8 Comunità piene di vita
- 4.9 La forza e il dono delle donne
- 4.10 Ampliare orizzonti al di là dei conflitti
- 4.11 La convivenza ecumenica e interreligiosa

Conclusione La madre dell'Amazzonia